# Primeira República da Coreia do Sul
Primeira República da Coreia do Sul (hangul: 제1공화국; hanja: 第一共和國; rr: Jeil Gonghwaguk; MR: Cheil Konghwaguk) foi o primeiro governo independente da Coreia do Sul, que dirigiu o país entre 1948 e 1960. Este governo sucedeu o anterior governo militar (USAMGIK) que governou entre 1945 e 1948. A Primeira República foi fundada a 15 de agosto de 1948 com Syngman Rhee como primeiro presidente. Tal como os governos que se seguiram, este reclamou a soberania sobre a península da Coreia, contudo obteve apenas poder sobre a região do Paralelo 38 N. O investimento do governo de Rhee seguiu as eleições de 10 de maio de 1948. A primeira constituição do país foi promulgada pela primeira Assembleia Nacional, a 17 de julho do mesmo ano, a qual estabeleceu um forte sistema presidencialista, onde o presidente era elegido indirectamente pela Assembleia Nacional.

## Política
Rhee foi apoiado nas eleições pelo Partido Democrata-coreano, porém ao assumir o poder não incluiu os membros do partido em seu gabinete. Em represália, estes formaram o partido de oposição chamado Partido Democrático Nacionalista, e começaram a defender um sistema parlamentar, com o propósito de restringir o poder do presidente. Isso levaria a que a facção de Rhee se reagrupasse no Partido Nacionalista, que mais tarde se converteu no Partido Liberal, mantendo a base do governo de Rhee durante a sua administração. A segunda eleição parlamentarista do país foi realizada a 30 de maio de 1950, a qual concedeu a maioria das vagas aos independentes.
O governo nacionalista continuou várias das práticas do antigo governo militar. Entre elas, a repressão total da actividade de esquerda; a dura acção militar contra a revolta de Jeju e a supressão do incidente de Yeosu–Suncheon, que foram provocados com a intenção de navegar para Jeju e participar na revolta.

## Guerra da Coreia
A 25 de junho de 1950, forças norte-coreanas invadiram o país. Uma coligação de 16 membros dirigida pelos Estados Unidos tomou a primeira ação coletiva sob o poder do Comando das Nações Unidas (UNC) numa ação militar contra a Coreia do Norte. As oscilantes linhas de batalha provocaram um alto número de vítimas civis, provocando uma imensa destruição. Com a entrada da China a favor da Coreia do Norte em 1951, o conflito chegou a um impasse, perto da linha original de demarcação.
As negociações sobre o armistício, iniciadas em julho de 1951, finalmente finalizaram a 27 de julho de 1953 em Panmunjeom, actual Zona Desmilitarizada da Coreia. De acordo sobre do armistício, foi assinado pelo exército norte-coreano, voluntários da República Popular da China e pelo Comando das Nações Unidas (dirigido pelos Estados Unidos e apoiado pela República da Coreia). Até à data, nunca foi assinado um tratado de paz. Após o armistício, o governo da República da Coreia voltou para Seul a 15 de agosto de 1953.

## Ocorrências pós-guerra
Após o armistício, a Coreia do Sul presenciou uma desordem política sob os anos de liderança autocrática de Syngman Rhee, o que deu origem a uma revolta estudantil em 1960. Ao longo do seu mandato, o governo de Rhee procurou tomar medidas para consolidar o seu controlo sobre o governo. Estas medidas começaram em 1952 (pouco depois de ter sido eleito para um segundo mandato), quando o governo ainda estava sediado em Busan, devido à guerra em curso. Em maio desse ano, Rhee impeliu emendas constitucionais para fazer com que a presidência fosse um posto eleito diretamente. Para isso, declarou a lei marcial e restringiu os membros do parlamento que julgava estarem voltados contra ele. Consequentemente, Rhee foi eleito por uma larga margem. Depois, ganhou controlo do parlamento na eleições de 1954 e desde então presidiu através de uma alteração que visava isentar o limite de oito anos estabelecido ao período presidencial.
Inicialmente, os planos de reeleição de Rhee na campanha de 1956 pareciam fracos. A desilusão pública em relação à sua tentativa de governo durante um terceiro período era cada vez mais evidente, e o principal candidato da oposição, Shin Ik-hee, atraiu uma imensa multidão de apoiantes durante a campanha. No entanto, a morte súbita de Shin durante a sua campanha eleitoral, permitiu que Rhee ganhasse facilmente a presidência. O oponente de Rhee na campanha eleitoral, Cho Bong-an, do Partido Progressista, foi acusado de espionagem e, em seguida, foi executado em 1959.
Os acontecimentos de 1960, conhecidos como a Revolução de Abril, foram provocados pela violenta repressão de uma manifestação estudantil em Masan a 15 de março, o dia da eleição presidencial. Inicialmente, estes protestos haviam sido repelidos pela polícia local, porém, o controlo foi quebrado quando um corpo de um estudante foi encontrado a flutuar no porto. Subsequentes protestos não violentos propagaram-se por toda a cidade de Seul, abrangendo progressivamente todo o país. Como consequência, Rhee renunciou o cargo a 26 de abril do mesmo ano.

## Educação
Neste período, houve um crescimento exponencial na educação, mesmo durante a Guerra da Coreia. A primeira República observou a completa implementação de um sistema educativo que havia sido delineado pelo Conselho Educacional Coreano durante o governo militar. Este sistema educativo foi formado a partir deo ideal de Hongik Ingan, uma pessoa que beneficiou os outros, e procurou qualificar os alunos para que fossem capazes de participar de uma sociedade democrática. Alguns argumentam que esta educação com base na democracia, fomentou protestos estudantis que derrubaram o governo autoritário de Rhee em 1960.
A primeira Lei Educacional entrou em vigor a 31 de dezembro de 1949. O aspecto mais importante desta lei foi a introdução da educação obrigatória universal do ensino primário. Esta exigência deu origem a construções de escolas, o que, no final da Primeira República, motivou a que o número de matrículas em escolas primárias atingisse os 95%. Além disso, o sistema de educação utilizado pelo governo da ocupação japonesa foi substituído por um sistema de um único escalão, com seis anos de ensino primário, três de ensino médio, três de ensino secundário e quatro de ensino universitário.
Também neste período foi adoptado o primeiro currículo nacional na Coreia do Sul.